# 害蟲橫行
《害蟲橫行》（英語：Infestation）是一部2009年的美國科幻災難電影，由凱爾·藍欽執導及編寫劇本，主要演員包括克里斯·馬奎特、布魯克·尼文、金賽·帕卡德、雷·懷斯和琳達·朴。本片於保加利亞拍攝。
主要講述了變得非常巨大的突變昆蟲開始攻擊人類的故事。

## 外部連結
- 互联网电影数据库（IMDb）上《Infestation》的资料（英文）
- 爛番茄上《害蟲橫行（页面存档备份，存于）》的資料 （英文）
- AllMovie上《害蟲橫行》的资料（英文）
- 開眼電影網上《害蟲橫行（页面存档备份，存于）》的資料
- 豆瓣电影上《害蟲橫行（页面存档备份，存于）》的資料
- 時光網上《害蟲橫行》的資料